# ریچارد لامینگ
ریچارد لامینگ (انگلیسی: Richard Laming؛ ۱۷۹۸ – ۳ مهٔ ۱۸۷۹) یک شیمی‌دان اهل بریتانیا بود. 